# ラフ語
ラフ語 (らふご) は、中国・雲南省、ミャンマー・シャン州、ラオス、タイ、及びベトナムに居住するラフ人の言語である。アカやミエンといった周辺の山岳民族の間でも、共通語として用いられている。
シナ・チベット語族に属するラフ語は、彝語やアカ語、リス語などと共に、ロロ諸語を形成している。

## 分布
西田龍雄はラフの居住地域を以下の4つに区分している。
- 中国・雲南省
  - 瀾滄ラフ族自治県
  - 孟連タイ族ラフ族ワ族自治県
- ミャンマー・シャン州
  - 北部シャン州モン・ルン (Mung Lun) の東部
  - 南部シャン州ケントゥーン周辺
- ラオス西北部
  - ナムタ県
  - ムオン・シーン（英語版）周辺
- タイ北部
  - チエンラーイ県・メースワイ周辺
  - チエンマイ県・チエンダオ周辺
  - ターク県ターク周辺

このうちミャンマー・ラオス・タイのラフは、中国からの「移住民であると考えて、ほぼ間違いがない」という。ジェイムズ・マティソフは、「コースン」Co xũngと呼ばれるベトナムのラフにも言及している。
マティソフの推計によると、ラフの総人口は最大でも60万人ほどである。

## 変種
ラフ語の方言は、ラフ・ナ語 (Lahu Na, 黒ラフ語) とラフ・シ語 (Lahu Shi, 黄ラフ語)に大別できる。他にラフ・プ語 (白ラフ語) と呼ばれる変種の存在も知られている。話者人口が圧倒的に多いのはラフ・ナ語である。
ジェイムズ・マティソフは、新約聖書のラフ語訳にも使用された、「標準ラフ・ナ語 (standard Black Lahu)」という変種の体系的な記述を行っている。西田龍雄はタイのチエンラーイ県で話されるラフ・シ語の概略について発表している。

## 音韻論
「標準ラフ・ナ語」は、24の子音と9個の母音、7つの声調を音素として持つ。子音連結は存在しない。
|        |        | 唇音 | 歯音 | 硬口蓋音 | 軟口蓋音 | 口蓋垂音  |
| ------ | ------ | ---- | ---- | -------- | -------- | --------- |
| 閉鎖音 | 無声   | p    | t    | c        | k        | q         |
| 閉鎖音 | 有気   | pʰ   | tʰ   | cʰ       | kʰ       | qʰ        |
| 閉鎖音 | 有声   | b    | d    | j [ɟ]    | ɡ        |           |
| 摩擦音 | 無声   | f    |      | š [ʃ]    |          | h [x ~ h] |
| 摩擦音 | 有声   | v    |      |          | g̈ [ɣ]    |           |
| 鼻音   | 鼻音   | m    | n    |          | ŋ        |           |
| 接近音 | 接近音 |      | l    | y [j]    |          |           |

- /pu, pʰu, bu, mu/は[pfɯ, pfʰɯ, bvɯ, mvɯ]として実現される。
- /cɨ, cʰɨ, ɟɨ, ʃɨ, jɨ/は[tsɹ̩, tsʰɹ̩, dzɹ̩, sɹ̩, zɹ̩]として実現される。

|        | 前舌母音 | 中舌母音 | 後舌母音 |
| ------ | -------- | -------- | -------- |
| 狭母音 | i        | ɨ        | u        |
| 中母音 | e        | ə        | o        |
| 広母音 | ɛ        | a        | ɔ        |

| 33  | ˧   | ca [ca˧]「探す」          |
| 35  | ˦˥  | cá [ca˦˥]「茹でる」       |
| 53  | ˥˧  | câ [ca˥˧]「食べる」       |
| 21  | ˨˩  | cà [ca˨˩]「凶暴な」       |
| 11  | ˩   | cā [ca˩]「養う」          |
| 54ʔ | ˥˧ʔ | câʔ [ca˥˧ʔ]「紐」         |
| 21ʔ | ˨˩ʔ | càʔ [ca˨˩ʔ]「押す、機械」 |

## 語順
ラフ語の基本語順はSOV型である。動詞の後方にはアスペクトや時制などを表す助詞が付く。また、名詞句の後方には格を表す標識が現れる。
「形容詞」は修飾する名詞の後ろに付くか、属格ないし名詞化標識のveを伴って名詞の前に付く。指示詞のchi及びô veも、名詞の前方・後方ともに出現可能しうる。
- chi「これ」
  - chɔ chi「この人」(人+これ)
  - chi ve chɔ「この人」(これ+の+人)
  - chɔ chi ve「この人」(人+これ+名詞化)
- ô ve「それ/あれ」
  - há-pɨ ô ve 「あの岩」(岩+あれ)
  - ô ve há-pɨ「あの岩」(あれ+岩)

## 名詞類
標準ラフ・ナ語の人称代名詞は、複数接辞として-hɨ, 双数接辞として-hɨ́ màまたは-hɨ́ nɛ̀を取る。
|        | 単数 | 複数  | 双数     |
| ------ | ---- | ----- | -------- |
| 一人称 | ŋà   | ŋà-hɨ | ŋà-hɨ́ mà |
| 二人称 | nɔ̀   | nɔ̀-hɨ | nɔ̀-hɨ́ mà |
| 三人称 | yɔ̂   | yɔ̂-hɨ | yɔ̂-hɨ́ mà |

なお、標準ラフ・ナ語の普通名詞において数は区別されない一方、西田龍雄が調査したチェンライのラフ・シ語では有生名詞に複数標識-hìh, 無生物には-máhが付く。
- tshɔ́h hìh「人々」ɣă-ma hìh「鶏 (複数)」
- sɤ̆tsᴇ̂h máh「木 (複数)」

### 類別詞と数詞
標準ラフ・ナ語において数詞は常に類別詞と共に用いられる。これらは名詞が指す対象の属性や形状に応じて使い分けられる。「数詞+類別詞」は名詞の前に現れる。具体的な類別詞としては以下のようなものがある。
- g̈â - 人間
- khɛ - 動物
- kà - 場所
- cɛ̀ - 植物
- pêʔ - 畑
- qôʔ - 本、紙
- qhɔ̂ - 細長いもの
- câʔ - 糸状のもの
- šī - まるいもの

また、様々な事物に対して使用できる汎用的な類別詞としてmàやcə̀がある。人間に対してmàを用いると侮蔑的なニュアンスを帯びる。
一部の名詞は、そのまま類別詞として使用される。
- yɛ́「家」
  - yɛ́ tê yɛ́「1軒の家」
  - (cf. yɛ́ nî mà「2つの家」)
- qhâʔ「村」
  - qhâʔ nî qhâʔ「2村の村」

マティソフは量や時間の単位、「10」や「100」といった概数も一種の類別詞と見做している。
- - í-kâʔ tê lîʔ「1リットルの水」
  - là tê khɛ̂「一杯の水」
  - tê ha-pa「1ヶ月」、ɔ̂ ni「4日」、hí qhɔ̀ʔ「8年」
  - tê chi「10」、ŋâ ha「500」

### 格標識
種々の文法関係を標示する助詞としては、所有を表すveや、目的語を表すthàʔがある。
所有者は所有物の前に現れる。
- Lâhū-yâ ve mû-mì「ラフ人の土地」

直接目的語と間接目的語の2つを持つ文において、目的語標識のthàʔは間接目的語の方に付く。
lìʔ
本
chi
これ
ŋà
私
thàʔ
obj
pî
与える
tā
(完了)
ve
(名詞化)
yò.
(平叙)
「(誰かが) 私にこの本を与えた。」(Matisoff 2003: 215)
目的語標識は名詞化された文にも付く。
[yɔ̂
彼
qɔ̀ʔ
戻る
la
来る
ve]
(名詞化)
thàʔ
obj
ŋà
私
dɔ̂-lɔ
望む
ve
(名詞化)
yò.
(平叙)
「[彼が戻ってくるの]を私は望む。」(Matisoff 2003: 216)